# Хьюз-Фулфорд, Милли
Ми́лли Элизабе́т Хьюз-Фу́лфорд (англ. Millie Elizabeth Hughes-Fulford; 21 декабря 1945 — 2 февраля 2021) — астронавт США. Совершила один космический полёт на шаттле: STS-40 (1991, «Колумбия»), химик.

## Личные данные и образование
Милли Хьюз-Фулфорд родилась 21 декабря 1945 года в городе Минерал-Уэллс, штат Техас, где в 1962 году окончила среднюю школу. В 1968 году получила степень бакалавра наук в области химии и биологии в Тарлтонском Университете. В 1972 году получила степень доктора наук в области радиационной химии в Женском Техасском Университете.
Муж (бывший) — Уилей, развод в 1981 году, дочь Виктория (род. 10 февраля 1968 года). Муж (с 1983 года)- Джордж Фулфорд. Увлекается: подводное плавание, садоводство, фотография и компьютерная графика.

## До НАСА
С 1972 года работала лаборантом в Техасском университете. С 1973 года работала химиком — исследователем в Медицинском центре Управления по делам ветеранов в Сан-Франциско, затем в 1977 году она стала доцентом по биохимии на медицинском факультете Калифорнийского университета в Сан-Франциско, на этой должности она была до 1994 года.

## Подготовка к космическому полёту
В 1978 году участвовала в 8-м наборе астронавтов НАСА (под фамилией Уилей — по первому мужу), но не попала в финальную часть. Выбрана НАСА в качестве специалиста по полезной нагрузке в январе 1983 года.

## Полёт в космос
Милли Хьюз-Фулфорд участвовала в единственном космическом полёте, это была миссия STS-40 шаттла «Колумбия». Полёт проходил с 5 по 14 июня 1991 года, Милли Хьюз-Фулфорд была назначена на должность специалиста по полезной нагрузке.
Основной целью миссии STS-40 были эксперименты с космической лабораторией Спейслэб (в основном в области биологии и медицины). Также, миссия STS-40 примечательна тем, что впервые в составе экипажа находились сразу три женщины-астронавта. Продолжительность полёта STS-40 и, соответственно, общая продолжительность полётов в космос для Милли, составила 9 суток 2 часа 15 минут.

## После полёта
Она была главным исследователем в ряде экспериментов в Спейсхабе по регулированию остеобластов, эти эксперименты проводились в ходе миссий STS-76 (март 1996), STS-81 (январь 1997) и STS-84 (май 1997).
С 1993 по 1994 год она работала научным советником Секретаря в Управлении по делам ветеранов в Вашингтоне, затем — профессором биохимии и Начальником лаборатории изучения роста клеток в Калифорнийском университете. В 1995 году получила звание майора медицинской службы армии США. С 2001 года работает Старшим медицинским исследователем в Медицинском центре управления по делам ветеранов в Сан-Франциско.
Умерла 2 февраля 2021 года после семи лет борьбы с лимфомой.

## Награды и премии
Награждена: Медаль «За космический полёт» (1991) и другие.